# Inge Bödding
Inge Bödding (z domu Eckhoff, ur. 29 marca 1947 w Hamburgu) – niemiecka lekkoatletka specjalizująca się w biegach sprinterskich, uczestniczka letnich igrzysk olimpijskich w Monachium (1972), brązowa medalistka olimpijska w biegu sztafetowym 4 × 400 metrów. W czasie swojej kariery reprezentowała Republikę Federalną Niemiec.

## Sukcesy sportowe
- dwukrotna medalistka mistrzostw RFN w biegu na 400 metrów – złota (1971) oraz srebrna (1970)[1]
- trzykrotna medalistka halowych mistrzostw RFN w biegu na 400 metrów – złota (1971), srebrna (1969) oraz brązowa (1972)[2]

| Rok  | Miasto    | Zawody                    | Konkurencja                            | Wynik                     |
| ---- | --------- | ------------------------- | -------------------------------------- | ------------------------- |
| 1969 | Ateny     | Mistrzostwa Europy        | sztafeta 4 × 400 m                     | brązowy medal             |
| 1971 | Sofia     | Halowe mistrzostwa Europy | bieg na 400 m                          | srebrny medal             |
| 1971 | Helsinki  | Mistrzostwa Europy        | bieg na 400 m sztafeta 4 × 400 m       | srebrny medal             |
| 1972 | Grenoble  | Halowe mistrzostwa Europy | sztafeta 4 × 2 okrążenia bieg na 400 m | złoty medal srebrny medal |
| 1972 | Monachium | Igrzyska olimpijskie      | sztafeta 4 × 400 m                     | brązowy medal             |

## Rekordy życiowe
- bieg na 400 metrów – 52,9 – Stuttgart 10/07/1971